# Пелин
Пелин (болг. Пелин) — село в Болгарии. Находится в Кырджалийской области, входит в общину Крумовград. Население составляет 493 человека.

## Политическая ситуация
В местном кметстве Гулийка, в состав которого входит Пелин, должность кмета (старосты) исполняет Халил Мехмед Ахмед (Движение за права и свободы (ДПС)) по результатам выборов правления кметства.
Кмет (мэр) общины Крумовград — Себихан Керим Мехмед (Движение за права и свободы (ДПС)) по результатам выборов в правление общины.